# NGC 613
| Galáxia espiral barrada NGC 613 |                                                                                                 |
|                                 |                                                                                                 |
| Dados do catálogo:              |                                                                                                 |
| Classificação do objeto:        | SB(rs)bc                                                                                        |
| Brilho superficial              | 13,2                                                                                            |
| Massa (Sol=1)                   | ----                                                                                            |
| Outras denominações:            | MCG-05-04-044, ESO 413-G011, VV 824, PGC 5849, H I-281, h 139, h 3422, GC 361, AM 0132-294, etc |

NGC 613 é uma galáxia espiral barrada localizada a cerca de sessenta e cinco milhões de anos-luz de distância na direção da constelação do Escultor. Possui uma magnitude aparente de 9,9, uma declinação de -29º 24' 58" e uma ascensão reta de 1 hora, 34 minutos e 17,5 segundos.